# Sompuis
Sompuis ist eine französische Gemeinde mit 264 Einwohnern (Stand 1. Januar 2022) im Département Marne in der Region Grand Est (vor 2016 Champagne-Ardenne). Sie liegt etwa 25 Kilometer nordnordöstlich von Brienne-le-Château und gehört zum Arrondissement Vitry-le-François sowie zum Kanton Vitry-le-François-Champagne et Der.

## Geographie
Sompuis liegt etwa dreißig Kilometer südlich von Châlons-en-Champagne. Umgeben wird Sompuis von den Nachbargemeinden Coole im Norden, Maisons-en-Champagne im Nordosten, Blacy im Osten und Nordosten, Glannes im Osten, Huiron im Osten und Südosten, Humbauville im Süden, Dosnon und Trouans im Südwesten, Poivres im Westen sowie Soudé im Nordwesten.
Am Ortsrand beginnt der Fluss Puits, der in die Aube fließt.

## Demographie
| Jahr      | 1962 | 1968 | 1975 | 1982 | 1990 | 1999 | 2006 | 2018 |
| --------- | ---- | ---- | ---- | ---- | ---- | ---- | ---- | ---- |
| Einwohner | 318  | 301  | 278  | 287  | 301  | 292  | 277  | 281  |

## Sehenswertes

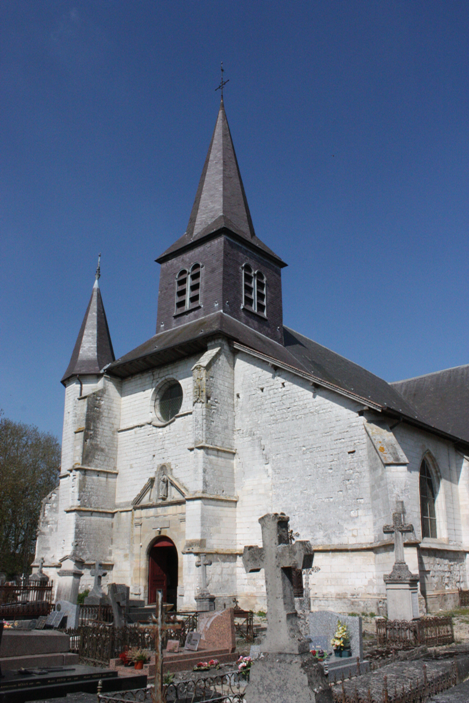
Kirche Saint-André

- Kirche Saint-André

## Verkehr
Der Bahnhof Sompuis lag an der Bahnstrecke Fère-Champenoise–Vitry-le-François.
Sompuis liegt an den Départementsstraßen 4 und 12.

## Persönlichkeiten
- Pierre-Paul Royer-Collard (1763–1845), Philosoph und Politiker
- Antoine-Athanase Royer-Collard (1768–1825), Arzt und Psychiater
- Géo Lefèvre (1877–1961), Journalist